# Phú Xuân, huyện Tân Phú
Phú Xuân là một xã thuộc huyện Tân Phú, tỉnh Đồng Nai, Việt Nam.
Xã có diện tích 21,62 km², dân số năm 1999 là 10991 người, mật độ dân số đạt 508 người/km².

## Hành chính
Xã Phú Xuân được chia thành 6 ấp: Bàu Chim, Ngọc Lâm 1, Ngọc Lâm 2, Ngọc Lâm 3, Thanh Thọ, Thọ Lâm.

## Lịch sử
Trước năm 2016, xã Phú Xuân được chia thành 6 ấp: Thọ Lâm, Thanh Thọ, Ngọc Lâm 1, Ngọc Lâm 2, Ngọc Lâm 3, Bàu Chim.
Ngày 11 tháng 8 năm 2017, Uỷ ban Nhân dân tỉnh Đồng Nai ban hành Quyết định 2817/QĐ-UBND, trong đó:
- Thành lập ấp Thanh Thọ trên cơ sở ấp Thanh Thọ, ấp Thọ Lâm 1 và một phần ấp Thọ Lâm 2.
- Thành lập ấp Thọ Lâm trên cơ sở ấp Thọ Lâm 3 và phần còn lại của ấp Thọ Lâm 2.